# Johannes Cornelius Theodorus Uphof
Johannes Cornelius Theodoor Uphof ( * 1886 - 1969 ) fue un botánico, algólogo, profesor estadounidense, nacido en Alemania; habiendo trabajado extensamente en la Universidad de Arizona, de Tucson.

## Algunas publicaciones

### Libros
- 1959. Dictionary of economic plants. Ed. H. R. Engelmann (J. Cramer); Hafner. 400 pp. 2ª ed. 1968, 591 pp.

- La abreviatura «Uphof» se emplea para indicar a Johannes Cornelius Theodorus Uphof como autoridad en la descripción y clasificación científica de los vegetales.[2]